# 貴島清彦
貴島 清彦（きじま きよひこ、1917年2月19日 - 1998年7月14日）は日本の作曲家。

## 人物
東京小石川茗荷谷で生まれる。父親は薩摩琵琶、姉は生田流の箏をよくした家庭であった。東京府立第六中学校（現・東京都立新宿高等学校）在学中、16歳の時に作曲したいという熱望から草川信に和声を学び始め、1934年、日本大学芸術科に入り、理論、作曲を小松耕輔、池内友次郎に、ピアノをジェームス・ダンに学び、1938年卒業。
1938年11月、《交響曲の第1楽章》が第7回日本音楽コンクールに第2位入賞。
翌年大学より芸術賞を受賞した。卒業後はしばらく療養生活を送り、創作を断ち、この間読書、音楽鑑賞などをしながら音楽観や作曲態度について思考する時間を持った。1948年に平尾貴四男主宰の地人会の結成に参加、また第17回毎日音楽コンクール管弦楽曲の部門で《前奏曲と追複曲》が第1位、特賞となった。1949年からは日本大学芸術学部の助教授、のちに教授になり後進の指導に当たった。1955年には池内友次郎主宰の深新會にも参加し、メンバーとして作品発表をした。
作風は機能和声に立脚した平明なもので、富樫康の言葉によれば「『自然』こそ真実であり、美であるという考えから」であるようである。

## 作品

### 管弦楽作品
- 譚詩曲「五月野」（1941年）
- 序曲イ長調（1942年）
- 前奏曲とフーガ（1948年）
- 二つの断章（1954年）
- 管弦楽のための瞑想曲集（1956年）
- 祭礼囃子による嬉遊曲（1963年）

### 室内楽作品
- ソプラノとフルート、ピアノのための「五月野」（1940年）
- ヴァイオリンとピアノのためのソナタ（1951年）
- ピアノのための古代舞踊（1957年）
- 声とフルート、ピアノのための朗詠「嘉辰」（1970年）
- 声とフルート、ピアノのための催馬楽「伊勢の海」（1970年）
- 尺八と箏のための「縒合」（1980年）
- ピアノ三重奏曲（1990年）

### その他
- 日本大学三島高等学校・中学校校歌
- 立川市立立川第七中学校校歌
- 長崎日本大学中学・高等学校校歌
- 佐野市立城東中学校校歌